# Dosha
Dosha is een term uit de Indiase ayurveda en wordt gebruikt in afgeleide alternatieve geneeswijzen als de Tibetaanse geneeskunde. Het betekent vertaald fout of vlek en onder de dosha's worden fouten of vergissingen gerekend die het levensritme zouden verstoren en chaos zouden veroorzaken.
Binnen de ayurveda wordt gerekend dat iemand die zich niet in de normtoestand bevindt, het lichaam schade berokkent. Tegengesteld is iemand die in harmonie leeft, gezond. Wanneer deze lichaamsprincipes zich in een toestand van een tekort of overvloed bevinden, dan storen ze elkaar en is volgens de filosofie ziekte het gevolg.
Elk van de lichaamsenergieën treedt in vijf verschillende vormen met verschillende functies en lokalisaties op. Er is een gedifferentieerd systeem van lichaamskanalen, waarin de verschillende vormen van energie en vloeibare stoffen getransporteerd worden, wat de Tibetaanse geneeskunde een complex geneessysteem maakt met een overeenkomstige diagnostiek.

De vijf elementen: vuur, aarde, metaal, water en hout

De drie dosha's (vata, pitta en kapha) zijn actieve verdichtingen van de vijf grote elementen: vuur, aarde, water, lucht en ether. Belangrijk in de filosofie is het harmonische evenwicht tussen de elementen, waarbij wordt uitgegaan dat het met voeding in balans blijft. Ze hebben als taak deze elementen in de microkosmos van het lichaam te beïnvloeden:
Wind - energie van bewegingRlung, Sanskriet: vayu, vata, staat voor het bewegelijke element van in lichaam en geest en is bij alle fysiologische processen betrokken die naar hun aard dynamisch zijn. Rlung is de drijvende kracht achter de vegetatieve functies ademhaling, hartslag en peristaltiek. Rlung staat echter ook voor zintuiglijke waarneming en psychische activiteit.
Gal - vuur van het levenMkhrispa of tripa, Sanskriet: pitta, staat voor de verschillende soorten van warmte in het lichaam en neemt aan de stofwisseling deel, in het bijzonder aan de spijsvertering, en wordt met het koken van voeding vergeleken.
Slijm - het vloeibare elementBadkan, Sanskriet: Kapha staat voor alle factoren van vloeibaarheid in het lichaam en vervult functies van mechanische natuur: cohesie, ondersteuning, smering, enz.